# Élections législatives antiguaises de 2023
Les élections législatives antiguaises de 2023 ont lieu le 18 janvier 2023 afin de renouveler les 17 membres de la Chambre des représentants d'Antigua-et-Barbuda.
Le Parti travailliste (ABLP) du Premier ministre Gaston Browne subit un fort recul, mais parvient à conserver la majorité absolue des sièges.

## Contexte
Les précédentes élections ont lieu de manière anticipée quinze mois avant la date prévue, le Premier ministre sortant Gaston Browne, du Parti travailliste d'Antigua-et-Barbuda (ABLP), désirant obtenir le soutien de la population pour la mise en œuvre de plusieurs projets courant 2019. Ces derniers comportent notamment une vaste réforme foncière devant mettre fin aux terres de propriété commune,. Browne gagne son pari, le scrutin s'avérant une victoire pour le Parti travailliste qui conserve et accroit même sa majorité absolue. Le principal parti d'opposition, le Parti progressiste unifié (UPP) subit un revers, son dirigeant Harold Lovell échouant lui-même à décrocher un siège, plaçant le parti au même résultat que le Mouvement populaire de Barbuda (BPM), un parti pourtant mineur.
Le gouvernement de Gaston Browne est en revanche confronté à l'échec de sa tentative de modifier la constitution pour faire de la Cour caribéenne de justice l'ultime cour d'appel du pays à la place du Comité judiciaire du Conseil privé, basé à Londres. Consultée par référendum en novembre 2018, la population rejette le projet par 52 % des votes exprimés,.
La mort de la reine Élisabeth II en septembre 2022 et l'accession au trône de son fils, Charles III, dont le couronnement a lieu le 6 mai 2023, amènent à une remise en question de la monarchie antiguayenne. Peu après la mort de la reine, Gaston Browne fait part de son intention d'organiser dans les trois ans un référendum sur la fin de la monarchie et le passage à un système républicain. La décision du Premier ministre, qui précise alors qu'« il ne s'agit pas d'un acte d'hostilité [mais] un pas final pour compléter le processus d'indépendance et devenir une nation véritablement souveraine », intervient en parallèle d'annonces similaires dans cinq autres royaumes du Commonwealth situés dans les Caraïbes — le Belize, les Bahamas, la Jamaïque, la Grenade et Saint-Christophe-et-Niévès —, un an après la fin de la monarchie à la Barbade,.

## Système électoral
Antigua-et-Barbuda est une monarchie parlementaire, et plus précisément un royaume du Commonwealth : un État souverain qui partage son monarque avec le Royaume-Uni et quatorze autres États. Ainsi, le titre de roi d'Antigua-et-Barbuda est porté par le roi Charles III, représenté sur place par un gouverneur général. Le pouvoir exécutif est exercé par le Premier ministre, chef du gouvernement, choisi par le parlement. 
La Chambre des représentants est la chambre basse du parlement bicaméral d'Antigua-et-Barbuda. Elle est composée de 17 à 19 membres dont 17  élus pour cinq ans au scrutin uninominal majoritaire à un tour dans autant de circonscriptions. Les deux autres sièges sont réservés d'office au président de la chambre et au procureur général s'ils n'en sont pas déjà membres.

## Résultats
|                           |                                       |        |       |       |        |               |  |  |  |
| Partis                    | Partis                                | Voix   | %     | +/-   | Sièges | +/-           |  |  |  |
|                           | Parti travailliste (ABLP)             | 20 052 | 47,06 | 12,18 | 9      | 6             |  |  |  |
|                           | Parti progressiste unifié (UPP)       | 19 267 | 45,22 | 8,13  | 6      | 5             |  |  |  |
|                           | Mouvement populaire de Barbuda (BPM)  | 624    | 1,46  | 0,03  | 1      | en stagnation |  |  |  |
|                           | Alliance démocratique nationale (DNA) | 466    | 1,09  | 0,85  | 0      | en stagnation |  |  |  |
|                           | Indépendants                          | 2 202  | 5,17  | 5,16  | 1      | 1             |  |  |  |
|                           |                                       |        |       |       |        |               |  |  |  |
| Suffrages exprimés        | Suffrages exprimés                    | 42 611 | 99,44 |       |        |               |  |  |  |
| Votes blancs et invalides | Votes blancs et invalides             | 238    | 0,56  |       |        |               |  |  |  |
| Total                     | Total                                 | 42 849 | 100   | –     | 17     | en stagnation |  |  |  |
| Abstentions               | Abstentions                           | 18 067 | 29,66 |       |        |               |  |  |  |
| Inscrits / participation  | Inscrits / participation              | 60 916 | 70,34 |       |        |               |  |  |  |

## Conséquences

Parti arrivé en tête par circonscription.

Malgré la perte de six de ses quinze sièges, le Parti travailliste remporte la majorité absolue, permettant à Gaston Browne — lui même réélu — de se maintenir au poste de Premier ministre pour un troisième mandat, qu'il debute le 19 janvier,.
S'il progresse en termes de suffrages et de sièges, le Parti progressiste unifié ne parvient pas à provoquer une alternance. Son dirigeant, Harold Lovell manque de quelques suffrages de se faire réélire dans sa circonscription pour un troisième mandat. Devant cet échec, il annonce se retirer de la présidence du parti deux jours plus tard, le 20 janvier.